# 阿塞里區

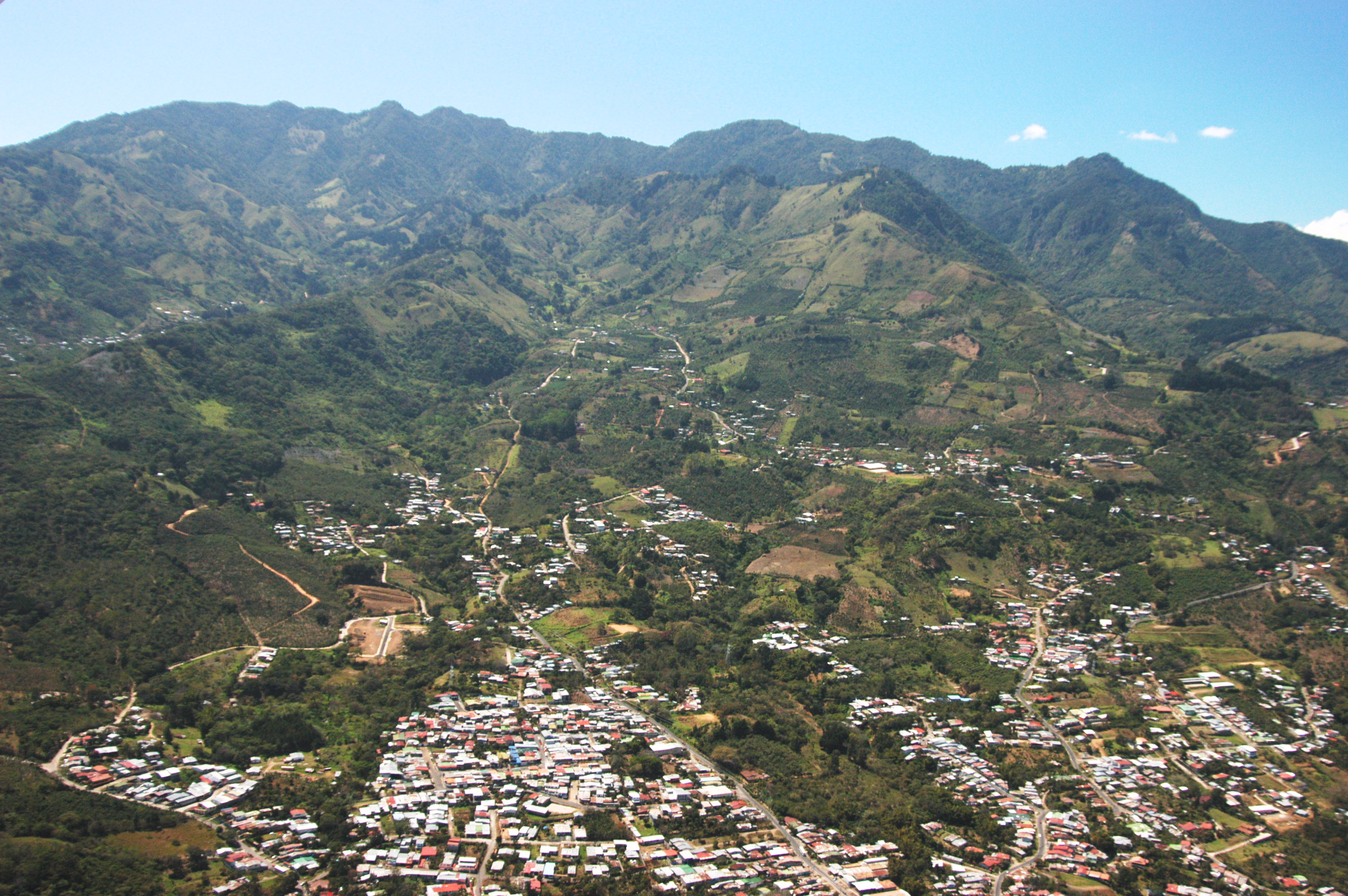

阿塞里區（西班牙語：Aserrí），是哥斯達黎加的一個區，位於該國中部聖何塞省，面積15.09平方公里，海拔高度1,308米，2011年人口28,191，該區人口密度每平方公里1,868.19人。